# Damon Mirani
Damon Mirani, né le 13 mai 1996 à Monnickendam aux Pays-Bas, est un footballeur néerlandais qui évolue au poste de défenseur central à l'Heracles Almelo.

## Biographie

### En club
Né à Monnickendam aux Pays-Bas, Damon Mirani commence le football dans le club local du VV Monnickendam (en). Après un passage au FC Volendam il rejoint l'Ajax Amsterdam en 2012, et y poursuit sa formation.
Lors de l'été 2016, Damon Mirani quitte l'Ajax Amsterdam où il n'aura jamais eu sa chance en équipe première, et s'engage en faveur d'Almere City. Le transfert est annoncé dès le 31 mai 2016 et il signe un contrat courant jusqu'en juin 2018.
Il joue son premier match sous ses nouvelles couleurs le 5 août 2016, à l'occasion de la première journée de la saison 2016-2017 de deuxième division, face au FC Volendam. Il est titularisé et les deux équipes se neutralisent (1-1 score final)
Lors de l'été 2021, Damon Mirani rejoint le FC Volendam, où il avait déjà joué avec les équipes de jeunes jusqu'à ses seize ans. le transfert est annoncé le 15 juin 2021 et il signe un contrat de deux ans, soit jusqu'en juin 2023, avec une année supplémentaire en option.
Il participe à la montée du club en première division à l'issue de la saison 2021-2022, le FC Volendam étant officiellement promu le 22 avril 2022, après une victoire face au FC Den Bosch (1-2),.
Il joue son premier match en Eredivisie, l'élite du football néerlandais, le 7 août 2022, lors de la première journée de la saison 2022-2023, face au FC Groningue. Il est titularisé et les deux équipes se neutralisent (2-2 score final). Mirani inscrit son premier but en première division le 26 janvier 2026, lors d'une rencontre de championnat face à l'Ajax Amsterdam. Il ouvre le score sur un service de Carel Eiting mais les deux équipes se neutralisent (1-1 score final).
Lors de l'été 2024, Damon Mirani rejoint l'Heracles Almelo. Le transfert est officialisé le 5 juin 2024 et il signe un contrat de trois ans, soit jusqu'en juin 2027.

### En sélection
Damon Mirani représente l'équipe des Pays-Bas des moins de 17 ans, jouant un total de six matchs, pour deux buts marqués, en 2013.
Mirani est également sélectionné avec l'équipe des Pays-Bas des moins de 19 ans. Avec cette sélection il participe au championnat d'Europe des moins de 19 ans en 2015. Lors de ce tournoi il joue trois matchs en tant que titulaire mais son équipe est éliminée dès la phase de groupe, avec un bilan d'une victoire, un nul et une défaite. Au total Mirani fait neuf apparitions avec les moins de 19 ans, pour un but marqué.